# Kattedronning
|  | Sammenskrivningsforslag Artiklen Kattedronning er foreslået føjet ind i Fastelavn. (Siden juni 2020) Diskutér forslaget |

Kattedronningen bliver ofte kåret i forbindelse med fastelavnsritualet at slå katten af tønden som en andenplads i forhold til den person, der slår det vigtigste stykke af tønden - den person, der gør dette, bliver kåret som kattekonge. 
Der er ikke konsensus om, hvilken del af tønden der er vigtigst, men det er typisk enten det første bræt, det sidste bræt eller bunden, der ryger ned og typisk frigiver resten af slikket gemt i tønden. Det er dog den generelle opfattelse at kattekongen er den der slår det sidste ned, altså de sidste stykke materiale af den snor eller reb tønden er hængt op i. Kattedronning er den der slår bunden ud af tønden. 
Kattedronning bliver så typisk valgt ud fra en af de begivenheder, der ikke er udvalgt til at pege på kattekongen. I nogle tilfælde er det dog enten den person, der står foran eller bagved kattekongen, der bliver kattedronning.
 Der er for få eller ingen kildehenvisninger i denne artikel, hvilket er et problem. Du kan hjælpe ved at angive troværdige kilder til de påstande, som fremføres i artiklen.